# Śmierć człowieka pracy
Śmierć człowieka pracy (oryg. Workingman’s Death) – austriacko-niemiecki film dokumentalny z 2005 roku w reżyserii Michaela Glawoggera. Film opowiada o przemianach pracy fizycznej w epoce globalizacji. Muzykę do filmu skomponował John Zorn. Polska premiera miała miejsce 17 listopada 2006.
Na film składa się pięć epizodów, które pokazują:
- górników w Donbasie na Ukrainie
- zbieraczy i tragarzy siarki z wulkanu Idżen w Indonezji
- rzeźników pracujących pod gołym niebem w Port Harcourt w Nigerii
- spawaczy ze stoczni złomowej w Pakistanie
- hutników ze stalowni w Liaoning w Chinach.

Film był wielokrotnie nagradzany, m.in. zdobył w 2005 roku Europejską Nagrodę Filmową w kategorii „najlepszy film dokumentalny”.